# Monte Tanarello
Il monte Tanarello (mont Tanarel in francese) è una montagna di 2.094 m s.l.m. delle Alpi Liguri (sottosezione Alpi del Marguareis).

## Descrizione

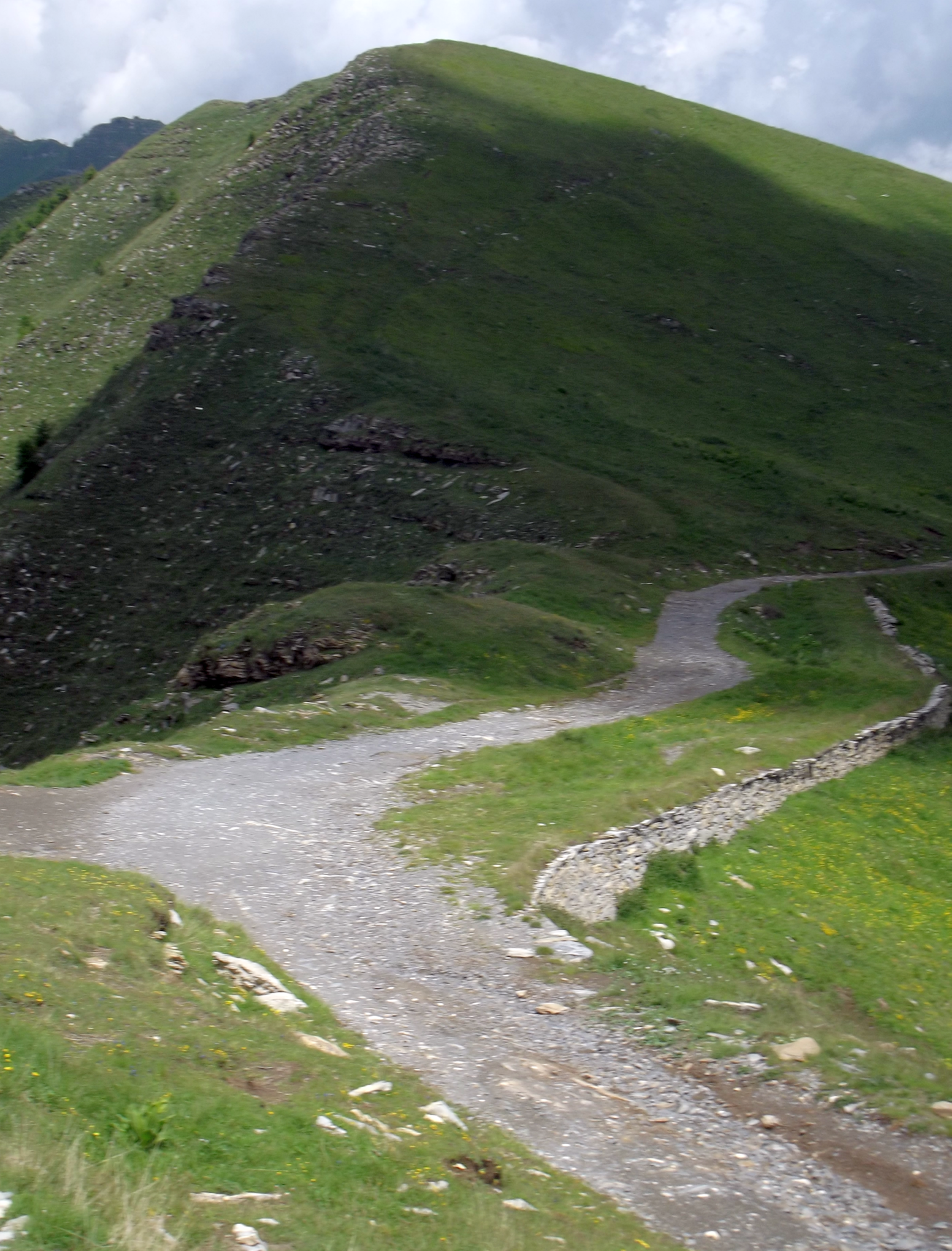
Vista dal passo Basera

La montagna è situata sulla catena principale alpina, sullo spartiacque che separa la valle Tanaro dalla valle Roia. È separata dal monte Saccarello dal passo Basera (2.036 m) mentre dalla cima Ventosa (a nord del m.Tanarello, 2.135 m) la divide il passo Tanarello (2.042 m). Sul versante italiano presenta vasti pendii erbosi usati come pascoli, mentre il lato francese della montagna è relativamente più ripido e pietroso. Per il versante italiano transita a mezza costa lo sterrato che collega tra di loro i passi Basera e Tanarello.
La vetta è collocata sul confine di stato tra l'Italia (provincia di Cuneo) e la Francia (dipartimento delle Alpi Marittime).

## Accesso alla cima
Il monte Tanarello può essere facilmente raggiunto per tracce di passaggio sul crinale erboso sia dal passo di Basera che dal passo Tanarello (entrambi raggiungibili con una strada sterrata). La sua ampia cima è anche una meta cicloalpinistica e di escursioni invernale con le ciaspole.

## Storia
La montagna, un tempo appartenente completamente all'Italia, è oggi divisa tra Italia e Francia: il trattato di Parigi fa infatti transitare il confine tra le due nazioni per il monte Tanarello, oltre che per il valico omonimo e per il passo di Basera.

## Punti di appoggio
- Rifugio Sanremo